# ريكاردو كاراسكو
ريكاردو كاراسكو (بالإسبانية: Ricardo Carrasco)‏ هو مصور تشيلي، ولد في 1965.